# Тарджет
Тарджет (от англ. target, targe → происх. от др.-франк. targa, дословно — «щит») — тип западноевропейского щита эпохи средневековья и нового времени. Тарджет имел форму правильного круга среднего размера, что отличало его от другого круглого средневекового щита — баклера. Если баклер являлся небольшим кулачным щитом удерживаемым рукой за рукоятку с тыльной стороны, то тарджет крепился на руке с помощью ремней. Тарджет являлся преимущественно пехотным щитом, тогда как рыцари предпочитали сперва миндалевидные, а позднее или треугольные щиты (экю), или фигурные с вырезом для копья (тарчи). Использовался с начала средневековья до XVII века, шотландцами — до середины XVIII.
Как и все средневековые щиты, изготавливался из дерева покрытого кожей, мог усиливаться полосками металла или роговыми пластинками, в конце XVI появились стальные тарджеты с пуленепробиваемыми свойствами. В этом же веке тарджеты имели иногда на внешней поверхности длинный плоский крючок, или ряд концентрических колец выступающих над поверхностью щита, предположительно для того, чтобы цеплять ими острие вражеского клинка, после чего можно было выбить его из рук или сломать.
Несколько иначе тарджет понимался американским исследователем Башфордом Дином, который использовал этот термин только по отношению к некоторым (исключая, например, щиты типа рондаш) круглым щитам второй половины XVI — начала XVII века. При этом форму названия targe, Дин использовал как синоним термина павеза (pavese).

## Шотландские тарджеты
С начала XVII века до сражения при Куллодене в 1746 году тарджет был главным защитным вооружением шотландцев. После поражения якобитов в этой битве шотландские тарджеты были запрещены, многие щиты — уничтожены. Сохранившиеся образцы хорошо украшены, следовательно, принадлежали знатным людям. Тарджеты в основном представляли собой круглые щиты диаметром 45—55 см. Внутренняя часть щита составлялась из двух очень тонких деревянных пластин с перпендикулярным направлением волокон, зафиксированных маленькими деревянными штифтами. Снаружи щит обтягивался воловьей кожей, которая часто украшалась в кельтском стиле. Кожа прибивалась к дереву множеством медных или серебряных гвоздей. Иногда дополняли латунными пластинами. У некоторых тарджетов в центре был умбон, изредка дополнявшийся длинным стальным шипом. Этот шип в походном положении отвинчивался и помещался в ножны, находящиеся на внутренней стороне щита. Внутренняя сторона обычно покрывалась замшей, иногда — красной тканью из униформы убитых вражеских солдат.